# Pys
Pys és un municipi francès situat al departament del Somme i a la regió dels Alts de França. L'any 2007 tenia 97 habitants.

## Demografia

### Població

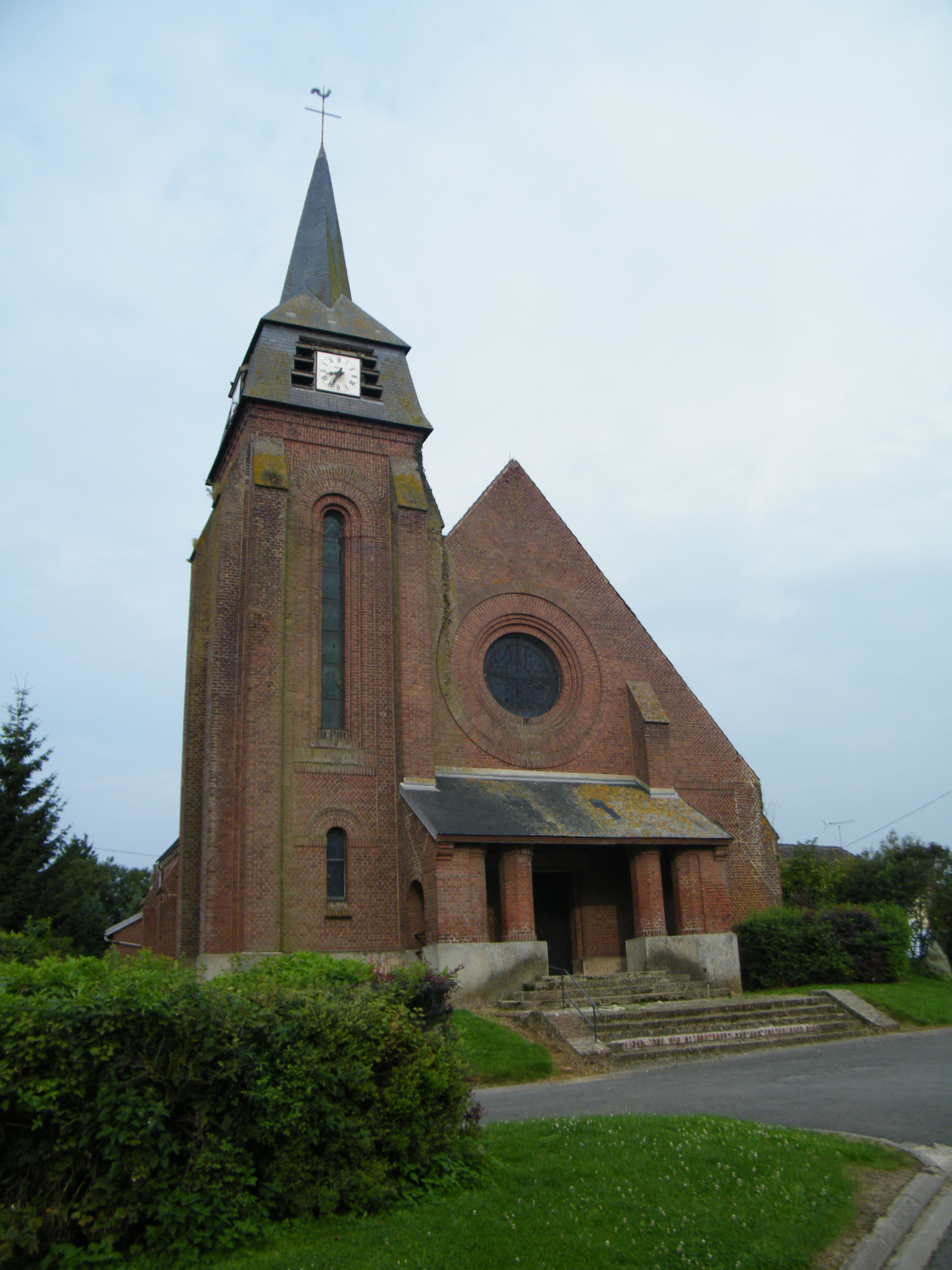

El 2007 la població de fet de Pys era de 97 persones. Hi havia 34 famílies de les quals 4 eren unipersonals (4 dones vivint soles i 4 dones vivint soles), 13 parelles sense fills i 17 parelles amb fills.
La població ha evolucionat segons el següent gràfic:
Habitants censats

### Habitatges
El 2007 hi havia 44 habitatges, 35 eren l'habitatge principal de la família, 5 eren segones residències i 4 estaven desocupats. Tots els 43 habitatges eren cases. Dels 35 habitatges principals, 32 estaven ocupats pels seus propietaris i 3 estaven llogats i ocupats pels llogaters; 3 tenien tres cambres, 4 en tenien quatre i 28 en tenien cinc o més. 24 habitatges disposaven pel capbaix d'una plaça de pàrquing. A 15 habitatges hi havia un automòbil i a 16 n'hi havia dos o més.

### Piràmide de població

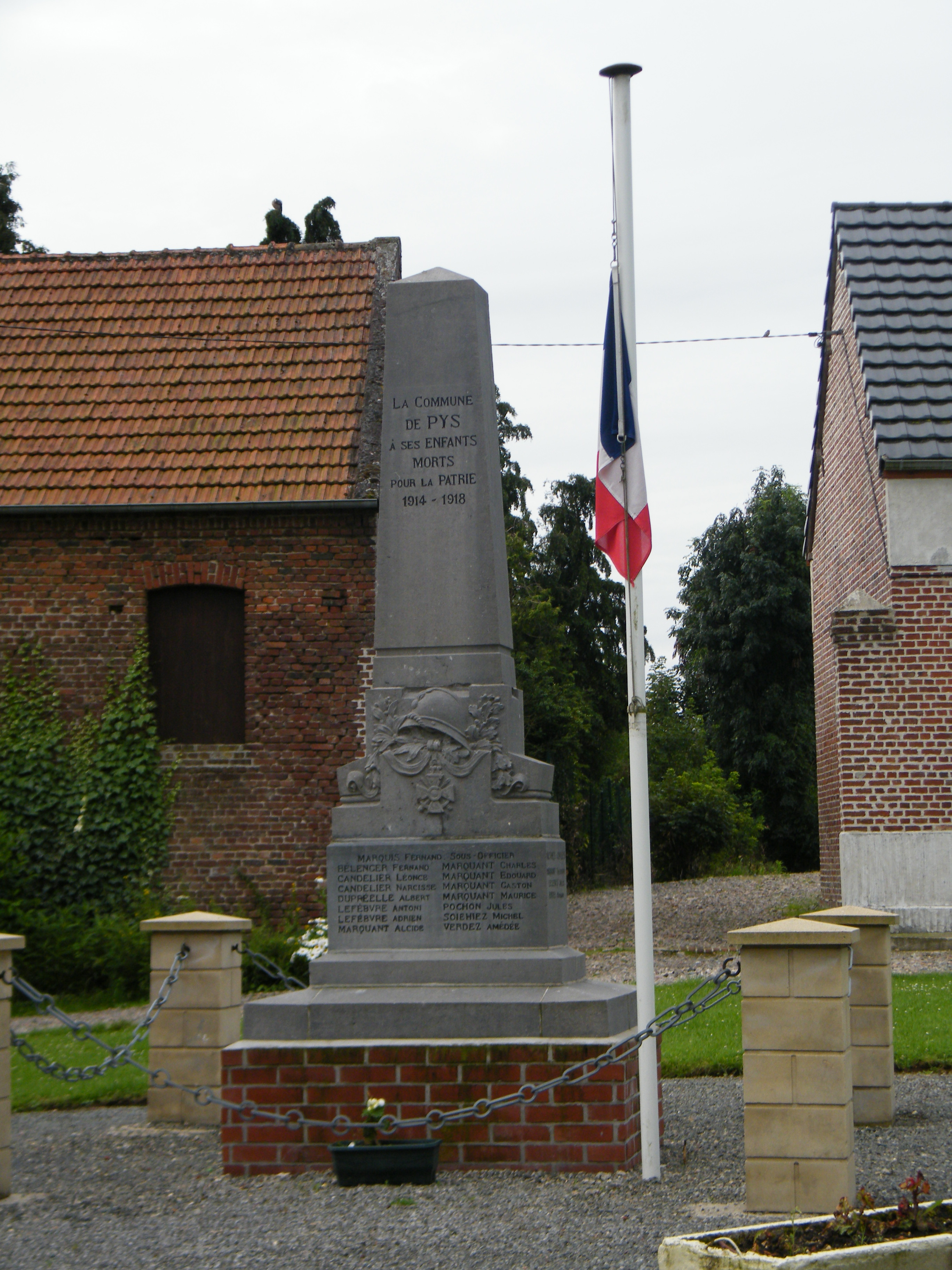

La piràmide de població per edats i sexe el 2009 era:
| Homes | Edats   | Dones |
| ----- | ------- | ----- |
| 0     | 95 o +  | 0     |
| 0     | 90 a 94 | 4     |
| 0     | 85 a 89 | 0     |
| 0     | 80 a 84 | 4     |
| 4     | 75 a 79 | 0     |
| 8     | 70 a 74 | 8     |
| 0     | 65 a 69 | 4     |
| 8     | 60 a 64 | 4     |
| 0     | 55 a 59 | 0     |
| 8     | 50 a 54 | 0     |
| 0     | 45 a 49 | 8     |
| 0     | 40 a 44 | 0     |
| 8     | 35 a 39 | 0     |
| 0     | 30 a 34 | 4     |
| 0     | 25 a 29 | 0     |
| 0     | 20 a 24 | 0     |
| 4     | 15 a 19 | 4     |
| 8     | 10 a 14 | 8     |
| 8     | 5 a 9   | 0     |
| 4     | 0 a 4   | 0     |

## Economia

El 2007 la població en edat de treballar era de 61 persones, 44 eren actives i 17 eren inactives. De les 44 persones actives 38 estaven ocupades (24 homes i 14 dones) i 5 estaven aturades (2 homes i 3 dones). De les 17 persones inactives 2 estaven jubilades, 6 estaven estudiant i 9 estaven classificades com a «altres inactius».
Activitats econòmiques
L'any 2000 a Pys hi havia 5 explotacions agrícoles.

## Equipaments sanitaris i escolars
El 2009 hi havia una escola elemental integrada dins d'un grup escolar amb les comunes properes formant una escola dispersa.

## Poblacions més properes
El següent diagrama mostra les poblacions més properes.